# 대안원년명 반자
대안원년명 반자(大安元年銘 半子)는 부산광역시 서구, 동아대학교 석당박물관에 있는 고려시대의 반자형 금고이다. 2010년 9월 2일 부산광역시의 유형문화재 제100호로 지정되었다.

## 개요
동아대학교박물관 소장 대안원년명 반자는 후면이 넓게 뚫려 있는 통식(通式) 형태의 반자형(盤子形) 금고로, 11세기에 조성된 반자들과 형태적으로나 양식적으로 유사한 특징을 지니고 있다. 그리고 측면에 음각된 명문에 의해 대안원년(大安元年)인 고려 선종 2년(1085년)에 경기도 여주의 고려 초기 때의 지명인 황리현(黃利縣)에서 호장(戶長)이자 고려시대 향직(鄕職)의 무산계급 중 종9품에 해당하는 인용부위(仁勇副尉)였던 민(閔)에 의해 제작되었음 알 수 있다.
대안원년명 반자는 주조 수법 및 양식적 특징에서 고려시대에 조성된 반자임이 확인되며, 특히 표면의 자연 산화된 모습이라든가 흙물의 부착 상태 등으로 보아 출토품으로 보이며 조성 연대 또한 오래된 것으로 보인다. 이 반자는 명문을 통해서 정확한 제작 년대를 알 수 있고, 지금까지 밝혀진 명문이 있는 청동반자로서는 4번째로 오래된 조성연대를 지니고 있는 문화재적 가치가 높은 유물이다.

## 참고 자료
- 대안원년명 반자 - 국가유산청 국가유산포털